# Кольмар-Сюд
Кольма́р-Сюд (фр. Colmar-Sud) — упразднённый кантон во Франции, в департаменте Верхний Рейн в регионе Эльзас — Шампань — Арденны — Лотарингия в округе Кольмар.
До реформы 2015 года в состав кантона административно входила южная часть коммуны Кольмар и коммуна Сент-Круа-ан-Плен, которая была передана в состав вновь созданного кантона Кольмар-2.
По закону от 17 мая 2013 и декрету от 21 февраля 2014 года количество кантонов в департаменте Верхний Рейн уменьшилось с 31 до 17. Новое территориальное деление департаментов на кантоны вступило в силу во время выборов 2015 года. После реформы кантон был упразднён.

## Консулы кантона
Кантон образован в 1958 году.
| Период      | Консул           | Должность           |
| ----------- | ---------------- | ------------------- |
| 1958 — 1982 | Joseph Rey       | Мэр коммуны Кольмар |
| 1982 — 1988 | Edmond Gerrer    | Мэр коммуны Кольмар |
| 1988 — 1994 | André Bianchi    |                     |
| 1994 — 2008 | Roland Wagner    |                     |
| 2008 — 2015 | Frédéric Hilbert |                     |